# المروى (عبس)

تعديل مصدري - تعديل

المروى هي إحدى قرى عزلة عبس بمديرية مدينة حجة التابعة لمحافظة حجة، بلغ تعداد سكانها 716 نسمة حسب تعداد اليمن لعام 2004.